# Aristide Blank
Pour les articles homonymes, voir Blank.
Aristide Blank (né le 1er janvier 1883 à Bucarest et mort le 1er janvier 1960 à Paris) est un homme d'affaires et économiste roumain de l'entre-deux-guerres.

## Biographie
Il dirige la grande banque franco-romaine Marmorosch Blank & Cie. 
Il finance en 1920 la création de la première compagnie aérienne transcontinentale, la Compagnie franco-roumaine de navigation aérienne.
Sous le pseudonyme d'Aristide Derera, il est l'auteur de L'assoiffé : pièce en 3 actes, créée par Georges Pitoëff au Théâtre des Arts, le 17 décembre 1925.

## Famille
Aristide Blank est le père de Aristide-Patrice Blank (1920-1998), qui porte en fait le même prénom que lui mais auquel a été ajouté son nom de guerre dans la Résistance, au cours de laquelle il fut secrétaire général du mouvement Défense de la France. Ce dernier participa à la création du quotidien France-Soir, dont il fut le premier PDG de 1944 à 1949 , et fut vice-président du syndicat de la presse parisienne mais aussi   premier secrétaire général de la fédération nationale de la Presse française, puis fonda en 1966 le groupe Liaisons,  futur deuxième groupe français de presse professionnelle, revendu en octobre 1996 au groupe néerlandais Wolters Kluwer,.